# Olympische Sommerspiele 1964/Radsport
Bei den XVIII. Olympischen Spielen 1964 in Tokio wurden sieben Wettbewerbe im Radsport ausgetragen.

## Bahn

### Sprint
| Platz | Land | Athlet              |
| ----- | ---- | ------------------- |
| 1     | ITA  | Giovanni Pettenella |
| 2     | ITA  | Sergio Bianchetto   |
| 3     | FRA  | Daniel Morelon      |
| 4     | FRA  | Pierre Trentin      |

### 1000 m Zeitfahren
| Platz | Land | Athlet              | Zeit        |
| ----- | ---- | ------------------- | ----------- |
| 1     | BEL  | Patrick Sercu       | 1:09,59 min |
| 2     | ITA  | Giovanni Pettenella | 1:10,09 min |
| 3     | FRA  | Pierre Trentin      | 1:10,42 min |
| 4     | NLD  | Piet van der Touw   | 1:10,68 min |
| 5     | TCH  | Jiří Pecka          | 1:10,70 min |
| 6     | EUA  | Lothar Claesges     | 1:10,86 min |

### Tandem
| Platz | Land | Athleten                           |
| ----- | ---- | ---------------------------------- |
| 1     | ITA  | Sergio Bianchetto / Angelo Damiano |
| 2     | URS  | Imants Bodnieks / Wiktor Logunow   |
| 3     | EUA  | Willi Fuggerer / Klaus Kobusch     |

### 4000 m Einerverfolgung
| Platz | Land | Athlet          |
| ----- | ---- | --------------- |
| 1     | TCH  | Jiří Daler      |
| 2     | ITA  | Giorgio Ursi    |
| 3     | DEN  | Preben Isaksson |
| 4     | NLD  | Tiemen Groen    |

### 4000 m Mannschaftsverfolgung
| Platz | Land | Athleten                                                     |
| ----- | ---- | ------------------------------------------------------------ |
| 1     | EUA  | Lothar Claesges Karl-Heinz Henrichs Karl Link Ernst Streng   |
| 2     | ITA  | Cencio Mantovani Carlo Rancati Luigi Roncaglia Franco Testa  |
| 3     | NLD  | Henk Cornelisse Gerard Koel Jacob Oudkerk Cornelis Schuuring |

## Straße

### Straßenrennen (194,832 km)
| Platz | Land | Athlet           | Zeit         |
| ----- | ---- | ---------------- | ------------ |
| 1     | ITA  | Mario Zanin      | 4:39:51,63 h |
| 2     | DEN  | Kjell Rodian     | 4:39:51,65 h |
| 3     | BEL  | Walter Godefroot | 4:39:51,74 h |
| 4     | AUS  | Ray Bilney       | 4:39:51,74 h |
| 5     | ESP  | Jose Lopez       | 4:39:51,74 h |
| 6     | EUA  | Wilfried Peffgen | 4:39:51,74 h |

### Mannschaftszeitfahren (109,893 km)
| Platz | Land | Athleten                                                           | Zeit         |
| ----- | ---- | ------------------------------------------------------------------ | ------------ |
| 1     | NLD  | Evert Dolman Gerben Karstens Jan Pieterse Bart Zoet                | 2:26:31,19 h |
| 2     | ITA  | Severino Andreoli Luciano Dalla Bona Pietro Guerra Ferruccio Manza | 2:26:55,39 h |
| 3     | SWE  | Sven Hamrin Erik Pettersson Gösta Pettersson Sture Pettersson      | 2:27:11,52 h |